# Yūma Suzuki
Yūma Suzuki (鈴木 優磨 Suzuki Yūma?,  Chōshi, Chiba, 26 de abril de 1996) es un futbolista japonés. Juega de delantero y su equipo es el Kashima Antlers de la J1 League de Japón.

## Trayectoria

### Clubes
| Club                                        | País    | Año       |
| ------------------------------------------- | ------- | --------- |
| Kashima Antlers                             | Japón   | 2015-2019 |
| Selección sub-22 de la J. League (préstamo) | Japón   | 2015      |
| Sint-Truidense                              | Bélgica | 2019-2021 |
| Kashima Antlers                             | Japón   | 2022-     |

## Palmarés

### Títulos nacionales
| Título             | Club            | País  | Año  |
| ------------------ | --------------- | ----- | ---- |
| Copa J. League     | Kashima Antlers | Japón | 2015 |
| J1 League          | Kashima Antlers | Japón | 2016 |
| Copa del Emperador | Kashima Antlers | Japón | 2016 |
| Supercopa de Japón | Kashima Antlers | Japón | 2017 |

### Títulos internacionales
| Título                      | Club (*)        | Sede    | Año  |
| --------------------------- | --------------- | ------- | ---- |
| Liga de Campeones de la AFC | Kashima Antlers | Teherán | 2018 |

(*) Incluyendo la selección.

### Distinciones individuales
| Distinción                                      | Año  |
| ----------------------------------------------- | ---- |
| Mejor Jugador de la Liga de Campeones de la AFC | 2018 |